# 越瓜菜
越瓜菜（朝鮮語：월과채）是朝鮮民族一種用越瓜製成的風味食品，源自朝鮮王朝的宮廷料理。如今越瓜多被孩南瓜或櫛瓜所替代。其他的主要成分有香菇、牛肉、糯米等，並輔之以醬油、醋、香油等調味料。